# Nekrolog 2. Quartal 1938
Nekrolog
◄◄
| ◄
| 1934
| 1935
| 1936
| 1937
| 1938 | 1939 | 1940 | 1941 | 1942 | ► | ►►
1. Quartal |
2. Quartal |
3. Quartal |
4. Quartal 1938
Weitere Ereignisse | Allgemeiner Nekrolog 1938
Die Beschreibung der verstorbenen Person sollte so kurz wie möglich gehalten sein und nur deren signifikante Tätigkeit(en) enthalten.
Neue Namen ggf. auch unter dem Geburts- und Sterbedatum, also etwa unter 1. Januar und im Geburts- und Sterbejahr (2024) eintragen (nur bei entsprechender großer Wichtigkeit). Für Beispiele siehe die schon vorhandenen Artikel.
Außerdem über die fünf zuletzt Verstorbenen, zu denen es einen ausreichend guten Artikel für eine Präsentation auf der Hauptseite gibt, nach der todesbedingten Überarbeitung der Artikel ggf. auch unter Wikipedia Diskussion:Hauptseite informieren und sie am besten auch in den anderen Wikipedia-Sprachversionen eintragen. Tipp: Regelmäßig bei news.google.de nach „ist tot“, „gestorben“ oder „verstorben“ suchen.
Wenn eine Person gestorben ist, gibt es viele Seiten zu dieser Person in der Wikipedia, die davon auch betroffen sind und entsprechend aktualisiert werden müssen. Beispiele: Namenübersichtsseite, Geburtsjahr, Geburtsort-Seiten und viele mehr.
Wie finde ich die betroffenen Seiten?
Im Suchfeld auf der linken Seite gibt man den Suchbegriff so ein: „Vorname Nachname“. Dann klickt man auf Volltext und alle Seiten mit entsprechendem Suchtext werden aufgerufen. Hier sieht man dann schnell, wo auch das Todesjahr Sinn macht oder sogar ein Teil des Artikels angepasst werden muss. Auch hilft das „Werkzeug“ auf der linken Seite sehr gut, um solche Seiten aufzufinden: „Links auf diese Seite“. Somit ist die Wikipedia wieder aktuell in allen Bereichen! Hinweis: bei Eintragung der Kategorie „Gestorben JAHR“ wird der Missbrauchsfilter 49 ausgelöst, was jedoch nicht schlimm ist. Siehe: Spezial:Missbrauchsfilter/49
Dies ist eine Liste von im zweiten Quartal 1938 verstorbenen bekannten Persönlichkeiten. Die Einträge erfolgen innerhalb der einzelnen Daten alphabetisch sortiert. Tiere sind im Nekrolog für Tiere zu finden.

## April
| Tag       | Name                                             | Beruf, bekannt als                                                                           | Alter | Beleg |
| --------- | ------------------------------------------------ | -------------------------------------------------------------------------------------------- | ----- | ----- |
| 1. April  | Richard Du Moulin-Eckart                         | deutscher Historiker                                                                         | 73    |       |
| 1. April  | William Eaton                                    | britischer Leichtathlet                                                                      | 28    |       |
| 1. April  | Hermann von Habermaas                            | deutscher Jurist und Politiker                                                               | 82    |       |
| 1. April  | Johannes Kleinheins                              | badischer Ministerialoberrechnungsrat und Heimatdichter                                      | 59    |       |
| 2. April  | Alice Berend                                     | deutsche Schriftstellerin                                                                    | 62    |       |
| 2. April  | Gustaf Munch-Petersen                            | dänischer Autor und Maler                                                                    | 26    |       |
| 2. April  | Georgi Konstantinowitsch Nikiforow               | sowjetischer Dichter, Dramatiker und Prosaist                                                | 53    |       |
| 2. April  | Eugen Salzer                                     | deutscher Verleger                                                                           | 71    |       |
| 3. April  | Hermann Escher                                   | Schweizer Bibliothekar                                                                       | 80    |       |
| 3. April  | Carl Manfred Frommel                             | deutscher Studentenschaftsführer, Publizist und Studentenhistoriker                          | 53    |       |
| 5. April  | August Ganther                                   | alemannischer Heimatdichter                                                                  | 76    |       |
| 5. April  | Helena Westermarck                               | finnlandschwedische Malerin und Autorin                                                      | 80    |       |
| 6. April  | William Bidlake                                  | englischer Architekt                                                                         | 76    |       |
| 6. April  | Choren I.                                        | armenisch-apostolischer Patriarch von Konstantinopel                                         | 64    |       |
| 6. April  | Alois Schönfeld                                  | russlanddeutscher römisch-katholischer Geistlicher und Märtyrer                              | 65    |       |
| 7. April  | Suzanne Valadon                                  | französische Malerin                                                                         | 72    |       |
| 7. April  | Alfred Begas                                     | deutscher Vizeadmiral                                                                        | 72    |       |
| 8. April  | William W. Hastings                              | US-amerikanischer Politiker                                                                  | 71    |       |
| 8. April  | Jewgenija Nikolajewna Jegorowa                   | lettisch-sowjetische Revolutionärin und Politikerin                                          |       |       |
| 8. April  | Thomas E. Miller                                 | US-amerikanischer Politiker                                                                  | 88    |       |
| 8. April  | George Mountbatten, 2. Marquess of Milford Haven | Mitglied aus dem Geschlecht der Battenberger und des britischen Königshauses                 | 45    |       |
| 8. April  | Panteleimon Sergejewitsch Romanow                | russischer Schriftsteller                                                                    | 53    |       |
| 8. April  | Franja Tavčar                                    | slowenische Frauenrechtlerin                                                                 | 70    |       |
| 8. April  | Artjom Wessjoly                                  | sowjetischer Schriftsteller und Dichter                                                      | 38    |       |
| 9. April  | Gijs Bosch Reitz                                 | niederländischer Landschaftsmaler                                                            | 78    |       |
| 9. April  | Ferdinand Heuckenkamp                            | deutscher Romanist                                                                           | 75    |       |
| 9. April  | Albert Krantz                                    | deutscher Militärmusiker                                                                     |       |       |
| 9. April  | Carl Kronacher                                   | deutscher Veterinärmediziner                                                                 | 67    |       |
| 9. April  | Ernst Leese                                      | deutscher Beamter                                                                            | 79    |       |
| 9. April  | Robert Lehmann-Nitsche                           | deutscher Ethnologe                                                                          | 65    |       |
| 9. April  | Aage Madsen                                      | dänischer Tennisspieler und Sportfunktionär                                                  | 53    |       |
| 9. April  | Moses McNeil                                     | schottischer Fußballspieler                                                                  | 82    |       |
| 9. April  | Paul Mebes                                       | deutscher Architekt                                                                          | 66    |       |
| 10. April | Joe King Oliver                                  | afroamerikanischer Jazztrompeter                                                             | 52    |       |
| 10. April | Jakob Rosenbach                                  | russlanddeutscher römisch-katholischer Geistlicher und Märtyrer                              |       |       |
| 11. April | Rudolf Cohn                                      | Professor für Innere Medizin und Pharmakologie an der Albertus-Universität Königsberg        | 75    |       |
| 11. April | George Bird Grinnell                             | US-amerikanischer Naturwissenschaftler, Naturschützer und Ethnologe                          | 88    |       |
| 11. April | Robert Herold                                    | Schweizer Jurist und leitender Beamter                                                       | 59    |       |
| 11. April | Wilhelm Zehner                                   | österreichischer Offizier                                                                    | 54    |       |
| 12. April | Emil Bobrowski                                   | polnischer Mediziner und Politiker (Polnische Sozialdemokraten)                              | 61    |       |
| 12. April | Achille Germain                                  | französischer Radrennfahrer                                                                  | 53    |       |
| 12. April | Fjodor Iwanowitsch Schaljapin                    | russischer Opernsänger (Bass)                                                                | 65    |       |
| 12. April | Johannes Thienemann                              | deutscher Ornithologe                                                                        | 74    |       |
| 13. April | Grey Owl                                         | englischer Trapper und Schriftsteller                                                        | 49    |       |
| 13. April | Myra Sadd Brown                                  | englisch-britische Suffragette und Internationalistin                                        | 65    |       |
| 13. April | John Andreas Savio                               | norwegischer Künstler                                                                        | 36    |       |
| 13. April | Otto Schembor                                    | deutscher Politiker (SPD, ASPD), MdL                                                         | 57    |       |
| 13. April | Max Tièche                                       | Schweizer Dermatologe                                                                        | 59    |       |
| 14. April | Edmund Blum                                      | österreichischer Zahnarzt und Schriftsteller                                                 | 63    |       |
| 14. April | Gillis Grafström                                 | schwedischer Eiskunstläufer                                                                  | 44    |       |
| 14. April | Georg Kuphaldt                                   | deutscher Gartenarchitekt                                                                    | 84    |       |
| 14. April | Franz Lang                                       | österreichischer Politiker (CSP)                                                             | 66    |       |
| 14. April | Wladimir Iwanowitsch Narbut                      | russischer Dichter ukrainischer Herkunft                                                     |       |       |
| 14. April | Karl Schwabe                                     | deutscher Politiker (DNVP)                                                                   | 60    |       |
| 14. April | Piotr Stachiewicz                                | polnischer Maler und Illustrator                                                             | 79    |       |
| 15. April | Charles J. Colden                                | US-amerikanischer Politiker                                                                  | 67    |       |
| 15. April | Archibald Dawson                                 | schottischer Bildhauer und Kunstpädagoge                                                     | 45    |       |
| 15. April | Anders Donner                                    | finnischer Astronom                                                                          | 83    |       |
| 15. April | César Vallejo                                    | peruanischer Dichter und Schriftsteller                                                      | 46    |       |
| 15. April | Paul Volkmann                                    | deutscher Physiker, Mathematiker und Rektor der Universität Königsberg                       | 82    |       |
| 16. April | Steve Bloomer                                    | englischer Fußballspieler und Fußballtrainer                                                 | 64    |       |
| 17. April | Viktor von Scheuchenstuel                        | österreichischer Offizier                                                                    | 80    |       |
| 17. April | Carl Schmidt                                     | deutscher Koptologe                                                                          | 69    |       |
| 17. April | Emil Schulten                                    | deutscher Autor von Wanderliteratur                                                          |       |       |
| 18. April | George Bryant                                    | US-amerikanischer Bogenschütze                                                               | 60    |       |
| 18. April | Konrad von der Goltz                             | deutscher Verwaltungsjurist und Landrat                                                      | 54    |       |
| 18. April | Miguel Oquelí Bustillo                           | honduranischer Politiker                                                                     | 82    |       |
| 18. April | Erwin Starker                                    | deutscher Maler des Impressionismus                                                          | 66    |       |
| 19. April | Iwan Michailowitsch Kassatkin                    | russisch-sowjetischer Schriftsteller                                                         | 58    |       |
| 19. April | Clementine Krauss                                | österreichische Tänzerin, Schauspielerin und Opernsängerin                                   | 60    |       |
| 19. April | Robert Friedrich Metzger                         | österreichischer Spediteur und Unternehmer                                                   | 64    |       |
| 19. April | Henry Newbolt                                    | britischer Dichter und Historiker                                                            | 75    |       |
| 19. April | Georg Schrimpf                                   | deutscher Maler der Neuen Sachlichkeit                                                       | 49    |       |
| 19. April | Walther Leonhard Wangerin                        | deutscher Botaniker                                                                          | 54    |       |
| 20. April | Eduard Gamper                                    | österreichischer Neurologe und Psychiater                                                    | 50    |       |
| 20. April | William Rowe                                     | US-amerikanischer Leichtathlet                                                               | 24    |       |
| 21. April | Charles Lafayette Bartlett                       | US-amerikanischer Politiker                                                                  | 85    |       |
| 21. April | Oscar Bie                                        | deutscher Musikhistoriker, Kunsthistoriker und Publizist                                     | 74    |       |
| 21. April | Félice Desclabissac                              | deutsche Malerin                                                                             | 61    |       |
| 21. April | Muhammad Iqbal                                   | Nationaldichter und geistiger Vater Pakistans                                                | 60    |       |
| 21. April | Carl Kindermann                                  | deutscher Volkswirt                                                                          | 77    |       |
| 21. April | Arthur Krupp                                     | österreichischer Unternehmer                                                                 | 81    |       |
| 21. April | Ottoline Morrell                                 | englische Aristokratin und Kunstmäzenin                                                      | 64    |       |
| 21. April | Boris Andrejewitsch Pilnjak                      | russischer Autor und Dichter                                                                 | 43    |       |
| 21. April | Arnold Schaufelberger                            | russischer Großkaufmann, Börsenmakler                                                        | 63    |       |
| 22. April | Rudolf von Arx                                   | Schweizer Lehrer, Jurist und Politiker                                                       | 86    |       |
| 22. April | Robert Seitz                                     | deutscher Schriftsteller                                                                     | 46    |       |
| 23. April | Eric Fernihough                                  | britischer Motorradrennfahrer                                                                | 33    |       |
| 23. April | Loo Hardy                                        | deutsche Schauspielerin                                                                      | 45    |       |
| 23. April | Paul Michel                                      | deutscher Architekt                                                                          | 60    |       |
| 23. April | René Thury                                       | Schweizer Pionier der Elektrotechnik                                                         | 78    |       |
| 23. April | Elisabeth Tombrock                               | Ordensfrau                                                                                   | 50    |       |
| 24. April | George Grey Barnard                              | US-amerikanischer Bildhauer und Sammler                                                      | 74    |       |
| 24. April | François Haby                                    | Berliner Unternehmer und Hoffriseur Wilhelm II.                                              | 76    |       |
| 25. April | Felix Dietrich                                   | deutscher Verleger                                                                           | 64    |       |
| 25. April | Nikolai Fjodorowitsch Gikalo                     | sowjetischer Revolutionär und Politiker                                                      | 41    |       |
| 25. April | Charles S. Hamlin                                | US-amerikanischer Rechtsanwalt und Politiker                                                 | 76    |       |
| 25. April | Paul Kleefoot                                    | deutscher Politiker (SPD)                                                                    | 67    |       |
| 25. April | August Luchs                                     | deutscher Altphilologe                                                                       | 89    |       |
| 25. April | Jakow Christoforowitsch Peters                   | sowjetischer Revolutionär lettischer Herkunft und Mitgründer sowie Leiter der Tscheka (1918) | 51    |       |
| 25. April | Rudolf Stammler                                  | deutscher Rechtsphilosoph                                                                    | 82    |       |
| 25. April | Aleksander Świętochowski                         | polnischer Schriftsteller                                                                    | 89    |       |
| 25. April | Gustav Tornier                                   | deutscher Zoologe                                                                            | 78    |       |
| 25. April | Clemens Träber                                   | deutscher Politiker                                                                          | 75    |       |
| 25. April | František Udržal                                 | tschechischer Politiker, tschechoslowakischer Ministerpräsident (1929–1932)                  | 72    |       |
| 26. April | Rafael Arnáiz Barón                              | spanischer Trappist und Mystiker                                                             | 27    |       |
| 26. April | Julio Junyer Padern                              | spanischer Ordenspriester                                                                    | 45    |       |
| 26. April | Iwan Iwanowitsch Meschlauk                       | sowjetischer Politiker                                                                       | 46    |       |
| 26. April | Erich Kühn                                       | deutscher Schriftsteller und Redakteur                                                       | 59    |       |
| 26. April | Hermann Müri                                     | Schweizer Politiker und Gewerkschafter                                                       | 63    |       |
| 27. April | Edmund Husserl                                   | Philosoph, Begründer der Phänomenologie                                                      | 79    |       |
| 27. April | Jakob Huwyler II.                                | Schweizer Maler                                                                              | 70    |       |
| 27. April | Hugo Schmölz                                     | deutscher Fotograf                                                                           | 59    |       |
| 27. April | Ernst August Wagner                              | deutscher Lehrer, Dichter und Massenmörder                                                   | 63    |       |
| 28. April | Michael Esch                                     | deutscher Jesuit und Astronom                                                                | 69    |       |
| 28. April | Christian Kloft                                  | deutscher Politiker                                                                          | 70    |       |
| 28. April | James Pittendrigh Macgillivray                   | schottischer Bildhauer, Dichter und Mäzen                                                    | 81    |       |
| 28. April | Rudolf Materna                                   | österreichischer Offizier                                                                    | 55    |       |
| 28. April | Eduard Sthamer                                   | deutscher Historiker                                                                         | 54    |       |
| 29. April | W. D. Caröe                                      | britischer Architekt                                                                         | 80    |       |
| 30. April | Jakob Friedrich Bollschweiler                    | deutscher Tiermaler                                                                          | 49    |       |
| 30. April | Franz Boschung                                   | Schweizer Landwirt und Politiker                                                             | 70    |       |
| 30. April | Heinrich Daniels                                 | deutscher Jurist und Ministerialbeamter                                                      | 68    |       |

## Mai
| Tag     | Name                                    | Beruf, bekannt als                                                               | Alter | Beleg |
| ------- | --------------------------------------- | -------------------------------------------------------------------------------- | ----- | ----- |
| 1. Mai  | Walter Goodacre                         | britischer Astronom                                                              |       |       |
| 2. Mai  | Amasa J. Parker, Jr.                    | US-amerikanischer Rechtsanwalt, Offizier und Politiker                           | 94    |       |
| 3. Mai  | Franz Burkhard                          | deutscher Architekt und Bauunternehmer                                           | 60    |       |
| 3. Mai  | Josef Mayer                             | österreichischer Politiker                                                       | 61    |       |
| 3. Mai  | Hanns Ruckdäschel                       | deutscher Politiker (NSFP), MdR                                                  | 52    |       |
| 4. Mai  | Kanō Jigorō                             | Begründer der Kampfkunst Jūdō                                                    | 77    |       |
| 4. Mai  | Carl von Ossietzky                      | deutscher Schriftsteller und Herausgeber der Zeitschrift Die Weltbühne           | 48    |       |
| 5. Mai  | Alfred Bozi                             | deutscher Rechtswissenschaftler                                                  | 80    |       |
| 5. Mai  | Emil Marriot                            | österreichische Schriftstellerin des Realismus                                   | 82    |       |
| 5. Mai  | Stefan von Müller                       | österreichischer Politikwissenschaftler und Journalist                           | 60    |       |
| 5. Mai  | Endre Nagy                              | ungarischer Kabarettist                                                          | 61    |       |
| 5. Mai  | Johannes Singer                         | deutscher Funktionär (NSDAP)                                                     | 68    |       |
| 6. Mai  | Joseph Henry Adams                      | britischer Dirigent, Organist und Komponist                                      | ≈75   |       |
| 6. Mai  | Victor Cavendish, 9. Duke of Devonshire | britischer Politiker und 9. Duke of Devonshire                                   | 69    |       |
| 6. Mai  | Max Hermann Jellinek                    | österreichischer Sprachwissenschaftler                                           | 69    |       |
| 6. Mai  | William Kavanaugh Oldham                | US-amerikanischer Politiker, Gouverneur von Arkansas                             | 72    |       |
| 7. Mai  | Hermann Bahner                          | deutscher Maler                                                                  | 70    |       |
| 7. Mai  | Octavian Goga                           | rumänischer Dichter, Dramenautor und Politiker                                   | 57    |       |
| 7. Mai  | Mykola Kasperowytsch                    | ukrainischer Maler und Restaurator                                               |       |       |
| 7. Mai  | Abdullo Rachimbajewitsch Rachimbajew    | sowjetischer Staatsmann, tadschikischer Parteifunktionär                         | 41    |       |
| 8. Mai  | Genja Jonas                             | deutsche Fotografin                                                              | 42    |       |
| 8. Mai  | Samuil Moissejewitsch Maikapar          | russischer Komponist und Pianist                                                 | 70    |       |
| 8. Mai  | Paul Ostertag                           | Schweizer Maschinenbauingenieur                                                  | 74    |       |
| 8. Mai  | Alexei Konstantinowitsch Stoljarow      | sowjetischer Philosoph                                                           |       |       |
| 8. Mai  | Alexander Zahlbruckner                  | österreichischer, auf Flechten spezialisierter Botaniker                         | 77    |       |
| 9. Mai  | Rudolf Beer                             | österreichischer Theaterdirektor                                                 | 52    |       |
| 10. Mai | Antoine Jean Baumgartner                | Schweizer evangelischer Theologe und Hochschullehrer                             | 79    |       |
| 10. Mai | Willy von Beckerath                     | deutscher Maler und Professor an der Kunstgewerbeschule, Hamburg                 | 69    |       |
| 10. Mai | Ian Colvin                              | englischer Journalist und Historiker                                             | 60    |       |
| 10. Mai | Ernst Grünfeld                          | deutscher Wirtschafts- und Sozialwissenschaftler österreichischer Herkunft       | 54    |       |
| 10. Mai | Sophie von Künsberg                     | Schriftstellerin                                                                 | 76    |       |
| 10. Mai | Siegbert Springer                       | deutscher Jura-Repetitor                                                         | 55    |       |
| 10. Mai | Hope Temple                             | irische Liedschreiberin und Komponistin                                          | 78    |       |
| 11. Mai | Friedrich Eckenfelder                   | deutscher Kunstmaler                                                             | 77    |       |
| 11. Mai | Thelma Hill                             | US-amerikanische Schauspielerin                                                  | 31    |       |
| 11. Mai | Friedrich Knutzen                       | deutscher Politiker der DDP                                                      | 57    |       |
| 11. Mai | George Lyon                             | kanadischer Golfspieler                                                          | 79    |       |
| 12. Mai | Alexander Jewgenjewitsch Jakowlew       | russisch-französischer Maler, Zeichner und Designer                              | 50    |       |
| 12. Mai | Petras Leonas                           | litauischer Rechtswissenschaftler, Rechtssoziologe, Richter und Politiker        | 73    |       |
| 12. Mai | Albert Lindhorst                        | deutscher Architekt                                                              | 67    |       |
| 12. Mai | Edmund C. Lynch                         | US-amerikanischer Unternehmer, Mitgründer von Merrill Lynch                      | 52    |       |
| 14. Mai | Charlotte Adel                          | Widerstandskämpferin                                                             | 44    |       |
| 14. Mai | Otto Bridler                            | Schweizer Architekt und Oberstkorpskommandant                                    | 74    |       |
| 14. Mai | Theodor Doerfler                        | deutscher Jurist und Politiker                                                   | 68    |       |
| 14. Mai | Robert Sutherland Rattray               | britischer Afrikanist                                                            | 56    |       |
| 15. Mai | Gheorghe Marinescu                      | rumänischer Neurologe und Neuropathologe                                         | 75    |       |
| 15. Mai | Eugenio Siena                           | italienischer Automobilrennfahrer                                                | 33    |       |
| 16. Mai | Artur Becker                            | deutscher Politiker (KPD), MdR, Widerstandskämpfer gegen den Nationalsozialismus | 33    |       |
| 16. Mai | Erich Brunner                           | deutsch-schweizerischer Schachkomponist                                          | 52    |       |
| 16. Mai | Johannes Gündel                         | deutscher Reichsgerichtsrat                                                      | 66    |       |
| 16. Mai | László Hartmann                         | ungarischer Rennfahrer                                                           | 36    |       |
| 16. Mai | Philipp Kosack                          | deutscher Briefmarkenhändler                                                     | 68    |       |
| 16. Mai | Friedrich Springorum                    | deutscher Manager                                                                | 80    |       |
| 16. Mai | Joseph Baermann Strauss                 | US-amerikanischer Ingenieur und Erbauer der Golden Gate Bridge in San Francisco  | 68    |       |
| 17. Mai | Alfons Gärtner                          | deutscher römisch-katholischer Geistlicher, Steyler Missionar und Märtyrer       | 29    |       |
| 18. Mai | Hans Behn-Eschenburg                    | Schweizer Generaldirektor der Maschinenfabrik Oerlikon                           | 74    |       |
| 18. Mai | Hermann Gocht                           | deutscher Röntgenologe, Orthopäde und Hochschullehrer                            | 69    |       |
| 18. Mai | Karl Haberland                          | deutscher Politiker (SPD), MdR                                                   | 74    |       |
| 18. Mai | Ferdinand Habermehl                     | Oberbürgermeister von Pforzheim                                                  | 84    |       |
| 18. Mai | Michail Sergejewitsch Babuschkin        | sowjetischer Pilot                                                               | 44    |       |
| 18. Mai | Victor Morawetz                         | amerikanischer Jurist und Eisenbahnmanager                                       | 79    |       |
| 18. Mai | Juan Sánchez-Azcona y Díaz Covarrubias  | mexikanischer Botschafter                                                        | 62    |       |
| 18. Mai | Arnold Walther                          | deutscher Altorientalist, Theologe und Semitist                                  | 57    |       |
| 19. Mai | John Frederick Bailey                   | australischer Botaniker und Gartenbauer                                          | 71    |       |
| 19. Mai | Eduard Heilfron                         | deutscher Jurist                                                                 | 77    |       |
| 19. Mai | Adolf Schlatter                         | Schweizer evangelischer Theologe                                                 | 85    |       |
| 20. Mai | Achille Bertarelli                      | italienischer Bibliophiler, Kunstsammler, Mäzen und Autor                        | 74    |       |
| 20. Mai | Remigi Blättler                         | Schweizer Politiker                                                              | 67    |       |
| 20. Mai | Elisabeth Consbruch                     | deutsche Pädagogin und Frauenrechtlerin                                          | 75    |       |
| 20. Mai | Wilhelm Kentmann                        | deutschbaltischer Geistlicher                                                    | 76    |       |
| 20. Mai | John King                               | Soldat der US Navy, zweifacher Träger der Medal of Honor                         | 73    |       |
| 21. Mai | Einar Hjörleifsson Kvaran               | isländischer Schriftsteller                                                      | 78    |       |
| 21. Mai | Ernst Epstein                           | österreichischer Architekt                                                       | 57    |       |
| 21. Mai | Nadežda Peedi-Hoffmann                  | estnische Schönheitskönigin und Filmschauspielerin                               | 27    |       |
| 21. Mai | Edith Rickert                           | US-amerikanische Historikerin und Autorin                                        | 66    |       |
| 21. Mai | Erdmann Spies                           | österreichischer Politiker                                                       | 75    |       |
| 21. Mai | Ernst Wendel                            | deutscher Violinist und Dirigent                                                 | 62    |       |
| 22. Mai | Magdalena Frison                        | russlanddeutsche römisch-katholische Märtyrin                                    |       |       |
| 22. Mai | William Glackens                        | US-amerikanischer Maler                                                          | 68    |       |
| 22. Mai | Víctor Morales                          | chilenischer Fußballspieler                                                      | 33    |       |
| 22. Mai | Paul Oertmann                           | deutscher Zivilrechtler                                                          | 72    |       |
| 22. Mai | Paul Scholze                            | deutscher Politiker (KPD)                                                        | 52    |       |
| 22. Mai | Walther Vogel                           | deutscher Historiker                                                             | 57    |       |
| 22. Mai | Wilhelm Vogt                            | deutscher Politiker (BDL, WBWB, DNVP), MdR                                       | 83    |       |
| 22. Mai | Jacob Wackernagel                       | Schweizer Indogermanist und Sprachwissenschaftler                                | 84    |       |
| 22. Mai | Willy Zirges                            | deutscher Maler und Lithograf                                                    | 71    |       |
| 23. Mai | Benvenuto Diego Alonso y Nistal         | spanischer römisch-katholischer Ordensgeistlicher                                | 66    |       |
| 23. Mai | Joseph Berliner                         | deutscher Fabrikant                                                              | 79    |       |
| 23. Mai | Jewhen Konowalez                        | ukrainischer Politiker                                                           | 46    |       |
| 24. Mai | Carl Ludwig Kleine                      | deutscher Jurist und Politiker                                                   | 71    |       |
| 24. Mai | Gottfried Mayer                         | deutscher Malzfabrikant und Politiker (Zentrum), MdR                             | 73    |       |
| 24. Mai | George F. Moore                         | US-amerikanischer Politiker                                                      | 77    |       |
| 25. Mai | Karl von Bomhard                        | bayerischer Offizier, zuletzt Generalmajor im Ersten Weltkrieg                   | 72    |       |
| 25. Mai | Henry R. Gibson                         | US-amerikanischer Politiker                                                      | 100   |       |
| 25. Mai | Dick McDonough                          | US-amerikanischer Jazzgitarrist                                                  | 33    |       |
| 25. Mai | Detlef Sammann                          | deutscher Maler                                                                  | 81    |       |
| 26. Mai | John Jacob Abel                         | US-amerikanischer Biochemiker                                                    | 81    |       |
| 26. Mai | Eduard Fürstenau                        | deutscher Architekt und preußischer Baubeamter                                   | 76    |       |
| 26. Mai | John G. Oglesby                         | US-amerikanischer Politiker                                                      | 60    |       |
| 27. Mai | Kurt Münchau                            | deutscher Polizist, Generalmajor der Schutzpolizei sowie Landrat                 | 51    |       |
| 27. Mai | Mary Symon                              | schottische Dichterin                                                            | 74    |       |
| 27. Mai | Albert Thumann                          | französisch-deutscher Apotheker, Bürgermeister und Politiker, MdR                | 81    |       |
| 28. Mai | Miguel Fleta                            | spanischer Opernsänger (Tenor)                                                   | 40    |       |
| 28. Mai | Emilie Kassowitz                        | österreichische Schriftstellerin und Vereinsfunktionärin                         | 83    |       |
| 28. Mai | Alfred Levy                             | deutscher Politiker (USPD, KPD), MdHB                                            | 53    |       |
| 28. Mai | Diedrich Speckmann                      | deutscher Schriftsteller                                                         | 66    |       |
| 29. Mai | Leo Engel                               | österreichisch-sowjetischer Chemiker                                             | 34    |       |
| 29. Mai | Hans Hellmann                           | deutscher Physiker                                                               | 34    |       |
| 29. Mai | Friedrich Salomon Krauss                | österreichisch-kroatischer Ethnologe, Sexualforscher und Slawist                 | 78    |       |
| 29. Mai | Solomon Grigorjewitsch Lewit            | sowjetischer Genetiker                                                           | 43    |       |
| 29. Mai | Semjon Grigorjewitsch Sibirjakow        | russischer Schriftsteller und Revolutionär                                       | 49    |       |
| 29. Mai | Albrecht von Stotzingen                 | deutscher Adeliger und Politiker                                                 | 73    |       |
| 30. Mai | Theodor von Cramer-Klett junior         | deutscher Industrieller und Mäzen                                                | 63    |       |
| 30. Mai | Helene Drießen                          | deutsche Politikerin (Zentrum), MdR                                              | 61    |       |
| 30. Mai | Bernhard Fehr                           | Schweizer Anglist                                                                | 62    |       |
| 30. Mai | Robert Hecht                            | österreichischer Jurist                                                          | 57    |       |
| 30. Mai | Nathan Post                             | US-amerikanischer Marineoffizier                                                 | 56    |       |
| 30. Mai | Raden Soetomo                           | niederländisch-indischer Arzt                                                    | 49    |       |
| 30. Mai | Wilhelm Wolfer                          | deutscher Verwaltungsjurist und Landrat                                          | 52    |       |
| 31. Mai | M. Blecher                              | jüdisch-rumänischer Schriftsteller                                               | 28    |       |
| 31. Mai | Alois Dietrich                          | österreichischer Politiker (CSP), Landtagsabgeordneter zum Vorarlberger Landtag  | 78    |       |
| 31. Mai | Ludwig Hermann                          | deutscher Chemiker und Unternehmer                                               | 56    |       |
| 31. Mai | Josef Nägele                            | österreichischer Politiker (CSP), Landtagsabgeordneter zum Vorarlberger Landtag  | 74    |       |
| 31. Mai | Imre Schöffer                           | ungarischer Fußballspieler und -trainer                                          | 54    |       |
|         | Marianne Eggersberg                     | böhmisch-österreichische Dichterin, Schriftstellerin und Herausgeberin           | 86    |       |

## Juni
| Tag      | Name                              | Beruf, bekannt als                                                                                     | Alter | Beleg |
| -------- | --------------------------------- | --- | ----- | ----- |
| 1. Juni  | Henriette Fürth                   | deutsche Frauenrechtlerin                                                                              | 76    |       |
| 1. Juni  | Ödön von Horváth                  | österreichischer Schriftsteller                                                                        | 36    |       |
| 1. Juni  | Edward J. Livernash               | US-amerikanischer Politiker                                                                            | 72    |       |
| 1. Juni  | Knut Agathon Wallenberg           | schwedischer Bankier und Politiker                                                                     | 85    |       |
| 2. Juni  | Edward Brandis Denham             | britischer Kolonialadministrator                                                                       |       |       |
| 2. Juni  | Nathanael Herreshoff              | US-amerikanischer Yachtkonstrukteur, Designer und Bootsbauer                                           | 90    |       |
| 2. Juni  | Wilhelm Hort                      | deutscher technischer Physiker                                                                         | 60    |       |
| 2. Juni  | Arnold Reimann                    | deutscher Pädagoge                                                                                     | 67    |       |
| 2. Juni  | Georg Schlüter                    | deutscher Verwaltungsjurist, Bürgermeister von Greifswald                                              | 78    |       |
| 2. Juni  | Atreus Wanner                     | US-amerikanischer Paläontologe                                                                         | 85    |       |
| 2. Juni  | Hans von Wolzogen                 | deutscher Literat, Redakteur, Librettist und Herausgeber                                               | 89    |       |
| 3. Juni  | Marion Butler                     | US-amerikanischer Politiker (Populist Party)                                                           | 75    |       |
| 3. Juni  | Bruno Mann                        | deutscher Politiker und Oberbürgermeister von Erfurt                                                   | 63    |       |
| 3. Juni  | Édouard Alfred Martel             | französischer Höhlenforscher                                                                           | 78    |       |
| 3. Juni  | Guido Pellizzari                  | italienischer Chemiker                                                                                 | 79    |       |
| 4. Juni  | Mary Bamber                       | schottisch-britische Sozialistin, Gewerkschafterin, Sozialarbeiterin und Suffragette                   | 64    |       |
| 4. Juni  | Cao Kun                           | chinesischer Kriegsherr und Präsident                                                                  | 75    |       |
| 4. Juni  | Ferdinand-Jean Darier             | französischer Dermatologe                                                                              | 82    |       |
| 4. Juni  | John Flanagan                     | US-amerikanischer Leichtathlet und Tauzieher                                                           | 65    |       |
| 4. Juni  | Wilhelm Heraeus                   | deutscher Klassischer Philologe                                                                        | 75    |       |
| 4. Juni  | Fritz Heß                         | deutscher Politiker (NSDAP), MdR                                                                       | 59    |       |
| 4. Juni  | Paul Perdrizet                    | französischer Klassischer Archäologe                                                                   | 67    |       |
| 5. Juni  | Henri Carré                       | französischer Tierarzt und Infektiologe, Entdecker des Staupevirus                                     | 68    |       |
| 6. Juni  | Hugo Hergesell                    | deutscher Meteorologe und Geophysiker                                                                  | 79    |       |
| 6. Juni  | Hans Sträuli                      | Schweizer Jurist und Politiker                                                                         | 75    |       |
| 6. Juni  | Rafael Guízar Valencia            | römisch-katholischer Bischof von Veracruz-Jalapa und Heiliger                                          | 60    |       |
| 6. Juni  | Ludwig Vay                        | deutscher Handwerksmeister und Ehrenbürger von Bad Kissingen                                           | 87    |       |
| 7. Juni  | Otto Angermann                    | deutscher Fechter                                                                                      | 62    |       |
| 7. Juni  | Harry Corner                      | britischer Cricketspieler                                                                              | 63    |       |
| 7. Juni  | Victor Dupré                      | französischer Bahnradsportler                                                                          | 54    |       |
| 7. Juni  | Otto von Fürth                    | österreichischer Chemiker                                                                              | 70    |       |
| 7. Juni  | Wilhelm Sellschopp                | deutscher Philatelist und Gründer des ältesten Hamburger Briefmarkenhauses                             | 75    |       |
| 7. Juni  | Mykola Woronyj                    | ukrainischer Schriftsteller, Übersetzer, Schauspieler und politischer Aktivist                         | 66    |       |
| 8. Juni  | Felix Brucks                      | deutscher Gefängnisdirektor                                                                            | 64    |       |
| 8. Juni  | Ovid Densusianu                   | rumänischer Romanist, Rumänist, Volkskundler und Dichter                                               | 64    |       |
| 8. Juni  | Peter Jandrisevits                | österreichischer Politiker (CS)                                                                        | 59    |       |
| 8. Juni  | Emil Mayer                        | österreichischer Jurist und Fotograf                                                                   | 66    |       |
| 8. Juni  | Konrad Theodor Preuss             | deutscher Ethnologe                                                                                    | 69    |       |
| 9. Juni  | Heinrich Diestelmeier             | deutscher Politiker (SPD)                                                                              | 52    |       |
| 9. Juni  | Henrik Irgens                     | norwegischer katholischer Priester und Redakteur                                                       | 39    |       |
| 9. Juni  | Amelia Sarah Levetus              | britisch-österreichische Kunsthistorikerin                                                             | 84    |       |
| 10. Juni | Francis William Doyle Jones       | britischer Bildhauer                                                                                   | 64    |       |
| 10. Juni | Georg Scheder                     | deutscher Marineoffizier                                                                               | 85    |       |
| 11. Juni | Adna R. Johnson                   | US-amerikanischer Politiker                                                                            | 77    |       |
| 11. Juni | Friedrich Krömer                  | deutscher Landwirt und Politiker (FVP), MdR                                                            | 80    |       |
| 11. Juni | Karl Nagler                       | deutscher Dirigent und städtischer Musikdirektor                                                       | 61    |       |
| 11. Juni | Lajos Tihanyi                     | ungarischer Maler                                                                                      | 52    |       |
| 12. Juni | Ludwig Kaemmerer                  | deutscher Kunsthistoriker                                                                              | 75    |       |
| 12. Juni | Frank Bursley Taylor              | US-amerikanischer Amateur-Geologe                                                                      | 77    |       |
| 12. Juni | Rudolf Vondráček                  | tschechischer Chemiker und Metallurge                                                                  | 57    |       |
| 13. Juni | Oscar Bally                       | Schweizer Unternehmer                                                                                  | 73    |       |
| 13. Juni | Charles Édouard Guillaume         | Schweizer Physiker, Nobelpreis für Physik 1920                                                         | 77    |       |
| 14. Juni | William Wallace Campbell          | US-amerikanischer Astronom                                                                             | 76    |       |
| 14. Juni | Nikolai Dmitrijewitsch Kaschirin  | sowjetischer General                                                                                   | 50    |       |
| 14. Juni | Adolf Kronfeld                    | österreichischer Arzt und Publizist                                                                    | 77    |       |
| 14. Juni | Emil Neuburger                    | deutscher Politiker                                                                                    | 68    |       |
| 14. Juni | Silvester Padberg                 | deutscher Ordensgeistlicher, Missionar und Märtyrer                                                    | 32    |       |
| 15. Juni | Hans Fitting                      | deutscher Mathematiker                                                                                 | 31    |       |
| 15. Juni | Henri Guilbeaux                   | französischer Journalist, Schriftsteller, Pazifist und Kommunist                                       | 53    |       |
| 15. Juni | James Edward Hanauer              | Autor, Fotograf, und Kanoniker                                                                         |       |       |
| 15. Juni | Ernst Ludwig Kirchner             | deutscher Maler des Expressionismus                                                                    | 58    |       |
| 15. Juni | Momulu Massaquoi                  | liberianischer Politiker, Diplomat und Monarch                                                         | 68    |       |
| 16. Juni | Anastassija Alexejewna Bizenko    | russische Revolutionärin                                                                               | 62    |       |
| 16. Juni | Jelena Ferrari                    | russische bzw. sowjetische Agentin und Dichterin                                                       | 39    |       |
| 16. Juni | Walter Haenisch                   | deutscher Kommunist und Schriftsteller                                                                 | 31    |       |
| 16. Juni | Günther von Krosigk               | deutscher Marineoffizier, zuletzt Admiral im Ersten Weltkrieg                                          | 77    |       |
| 16. Juni | Muriel Paget                      | britische Philanthropin                                                                                | 61    |       |
| 16. Juni | Carl Gustav Schwalbe              | Chemiker                                                                                               | 66    |       |
| 17. Juni | Gustav Adolf von Beckerath        | deutscher Verwaltungsbeamter                                                                           | 78    |       |
| 17. Juni | Royal S. Copeland                 | US-amerikanischer Politiker und Mediziner                                                              | 69    |       |
| 17. Juni | Allard H. Gasque                  | US-amerikanischer Politiker                                                                            | 65    |       |
| 17. Juni | Lew Natanowitsch Krizman          | marxistischer Wirtschafts- und Sozialwissenschaftler                                                   | 48    |       |
| 17. Juni | Adolph Moritz List                | deutscher Chemiker und Unternehmer                                                                     | 76    |       |
| 17. Juni | Werner Lundt                      | deutscher Architekt                                                                                    | 78    |       |
| 17. Juni | Vane Pennell                      | britischer Racketsspieler                                                                              | 61    |       |
| 18. Juni | Mathilde Drees                    | deutsche Pädagogin und Politikerin (DDP)                                                               | 76    |       |
| 18. Juni | Felicitas Rose                    | deutsche Schriftstellerin                                                                              | 75    |       |
| 19. Juni | Henry W. Keyes                    | US-amerikanischer Politiker                                                                            | 75    |       |
| 19. Juni | Josef Kuld                        | deutscher Architekt                                                                                    | 68    |       |
| 20. Juni | Heinrich Basse                    | deutscher Erfinder und Unternehmer                                                                     | 85    |       |
| 20. Juni | Josef Brandl                      | Orgelbauer                                                                                             | 72    |       |
| 20. Juni | Artur Göritz                      | deutscher Schlosser und Widerstandskämpfer gegen den Nationalsozialismus sowie ein Opfer der NS-Justiz | 31    |       |
| 20. Juni | Liselotte Herrmann                | kommunistische Widerstandskämpferin                                                                    | 28    |       |
| 20. Juni | Franz Joseph von Hortstein        | k.u.k. General der Kavallerie                                                                          | 83    |       |
| 20. Juli | Wilhelm Karl                      | deutscher evangelischer Pfarrer und Politiker (DNVP), MdL                                              | 74    |       |
| 20. Juni | Stefan Lovasz                     | deutscher KPD-Funktionär und NS-Opfer                                                                  | 36    |       |
| 20. Juni | Grigori Alexejewitsch Martjuschin | russischer Ökonom und Genossenschaftler                                                                | 54    |       |
| 20. Juni | Josef Steidle                     | deutscher Bootsbauer und ein Opfer der NS-Justiz                                                       | 30    |       |
| 20. Juni | David Ogden Watkins               | US-amerikanischer Politiker                                                                            | 76    |       |
| 20. Juni | Otto Zander                       | deutscher NS-Funktionär                                                                                | 51    |       |
| 21. Juni | Gertrud Staats                    | deutsche Malerin                                                                                       | 79    |       |
| 22. Juni | C. J. Dennis                      | australischer Journalist und Schriftsteller                                                            | 61    |       |
| 22. Juni | Vladimir R. Đorđević              | jugoslawischer Musikwissenschaftler und -ethnologe                                                     | 68    |       |
| 22. Juni | Benjamin Oliver Foster            | US-amerikanischer Klassischer Philologe                                                                | 65    |       |
| 22. Juni | Isaak Grigorjewitsch Goldberg     | russisch-sowjetischer Schriftsteller                                                                   | 53    |       |
| 22. Juni | Herbert Jamison                   | US-amerikanischer Leichtathlet                                                                         | 62    |       |
| 22. Juni | Johann Lang                       | österreichischer Scharfrichter                                                                         |       |       |
| 22. Juni | Carl Christian Maier              | Inhaber einer Baumwollspinnerei, Landtagsabgeordneter (Württemberg, Zweite Kammer)                     | 87    |       |
| 22. Juni | Nikolai Ognew                     | sowjetischer Schriftsteller                                                                            | 49    |       |
| 22. Juni | Hermann von Witzleben             | deutscher Generalmajor                                                                                 | 74    |       |
| 23. Juni | Cecilia Cavendish-Bentinck        | britische Aristokratin und Großmutter und Taufpatin von Königin Elisabeth II.                          | 75    |       |
| 23. Juni | William Gillespie                 | schottischer Schauspieler                                                                              | 44    |       |
| 23. Juni | Charles Hennemann                 | US-amerikanischer Diskuswerfer, Kugelstoßer und Gewichtweitwerfer                                      | 72    |       |
| 23. Juni | Walter Migula                     | deutscher Botaniker                                                                                    | 74    |       |
| 23. Juni | Leonhard Schanzenbach             | römisch-katholischer Theologe                                                                          | 85    |       |
| 23. Juni | Carl Schaumann                    | deutscher Vizeadmiral der Kaiserlichen Marine                                                          | 72    |       |
| 23. Juni | Franz Spalowsky                   | österreichischer Politiker (CSP), Abgeordneter zum Nationalrat                                         | 62    |       |
| 24. Juni | Alfred Cramer                     | deutscher Architekt                                                                                    |       |       |
| 24. Juni | Tommy Dunn                        | schottischer Fußballspieler                                                                            | 65    |       |
| 24. Juni | Linda Hazzard                     | US-amerikanische Alternativmedizinerin                                                                 | 70    |       |
| 24. Juni | Hermann Horstmann                 | deutscher Rechtsanwalt und politischer Funktionär (KPD)                                                | 45    |       |
| 25. Juni | Carlotta Brianza                  | italienische Primaballerina                                                                            | 73    |       |
| 25. Juni | Nikolai Sergejewitsch Trubetzkoy  | russischer Linguist und Ethnologe                                                                      | 48    |       |
| 26. Juni | James Weldon Johnson              | US-amerikanischer Schriftsteller, Diplomat, Kritiker, Zeitungsgründer und -herausgeber                 | 67    |       |
| 26. Juni | Daria Karađorđević                | US-amerikanische Golfspielerin und Prinzessin von Serbien                                              | 79    |       |
| 26. Juni | Andrew James Peters               | US-amerikanischer Politiker                                                                            | 66    |       |
| 26. Juni | Alexander Adolfowitsch Witt       | russischer theoretischer Physiker                                                                      | 35    |       |
| 27. Juni | Gottlob Vollert                   | deutscher Landwirt und Politiker (WBWB)                                                                | 69    |       |
| 28. Juni | Lazare Meerson                    | russisch-polnisch-stämmiger Filmarchitekt mit herausragender Karriere beim französischen Vorkriegskino | 40    |       |
| 28. Juni | Eduard Rieger                     | österreichischer Politiker (SPÖ)                                                                       | 72    |       |
| 28. Juni | Arthur Rothrock                   | US-amerikanischer Sportschütze                                                                         | 52    |       |
| 29. Juni | Iwan Panfilowitsch Below          | sowjetischer General                                                                                   | 45    |       |
| 29. Juni | Myron Tarnawskyj                  | ukrainischer General                                                                                   | 68    |       |
| 30. Juni | Louis de Launay                   | französischer Geologe                                                                                  | 77    |       |
| 30. Juni | Ferdinand Willaert                | belgischer Maler von Porträts, Landschaften, Stadtansichten und exotischen Szenen                      | 77    |       |
|          | Guido Beer                        | italienischer Jurist, Mitarbeiter Benito Mussolinis                                                    | 53    |       |
|          | Friedrich Thimme                  | deutscher Historiker und Publizist                                                                     | 70    |       |